# Constantin Petrescu (biolog)

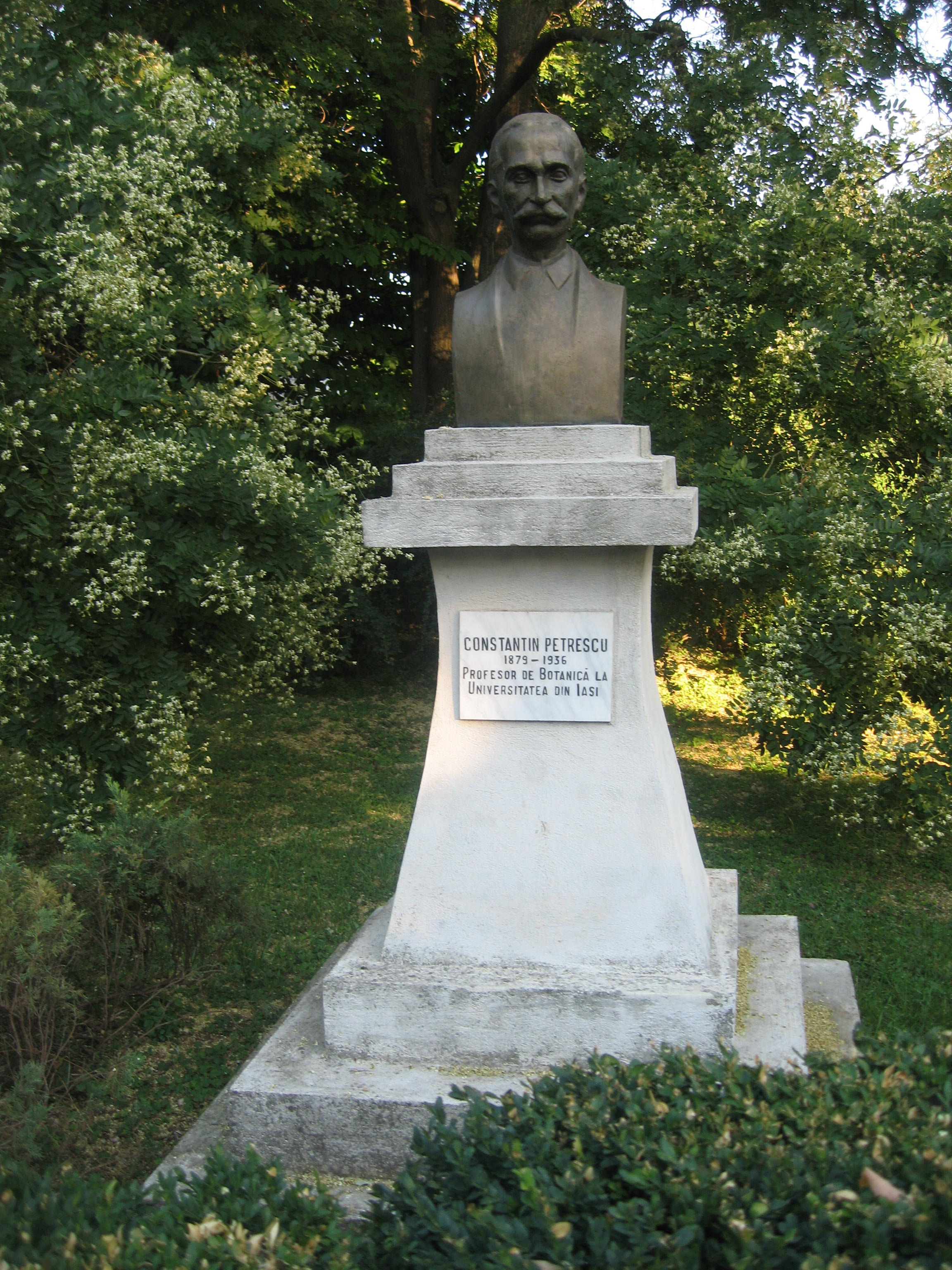
Bustul lui Constantin Petrescu din Iaşi

Constantin Petrescu (n. 1879 – d. 1936) a fost un biolog român, profesor de botanică la Universitatea "Al.I. Cuza" din Iași.
În anul 1915, profesorii Traian Săvulescu, Ioan Borcea și Constantin Petrescu au descoperit, independent unul de altul, specii de plante cum ar fi volbura de nisip cu floare albă (Convolvulus persicus) și cârcelul (Ephedra distachya) - un conifer extrem de rar, cu fructe roșii din care se fabrică efedrina, un alcaloid folosit în prepararea medicamentelor.